# 갑골 문자

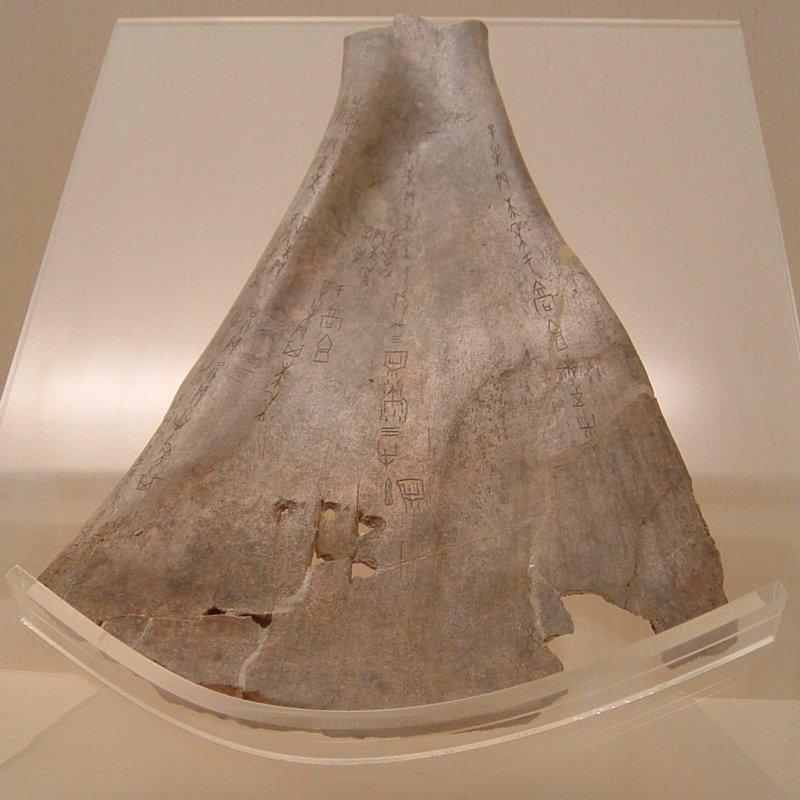
높을 고(高)와 소 우(牛)와 숫자 삼(三), 오(五)가 언급된 갑골문

갑골문(甲骨文)는 동북아시아의 고대 상형 문자이다. 주로 거북이의 배딱지(龜甲)와 짐승의 견갑골(獸骨)에 새겼으며, 거북이 배딱지(腹甲)를 나타내는 갑(甲)자와 짐승의 견갑골을 표현한 골(骨)자를 합하여 갑골문(甲骨文)이라고 명명하였다. 중국 대륙에서 청조 말엽인 1899년에 안양현 소둔촌, 상의 수도였던 은허(殷墟)에서 왕의영(王懿榮)이 최초로 발견한 이후 중국 도처에서 대량으로 발견되었다. 발견된 지역 명칭을 따라 은허 문자라고 부르기도 한다. 갑골문자는 상형문자이고 한자의 초기 문자 형태에 해당한다. 발굴된 뼈 연대는 대부분 기원전 1200년에서 기원전 1050년으로 상말기에 해당한다.
현재까지는 은허(殷墟)를 위주로 중국 대륙에서만 발견되었다. 요하 동부에서는 갑골을 발굴했지만, 갑골문을 새긴 것은 한 점도 없다.

## 개요
갑골문은 1899년 청조 말기에 안양현 소둔촌, 상의 수도였던 은의 폐허에서 왕의영(王懿榮)이 최초로 발견하였으며, 당시 한약재로서 쓰이고 있었다. 1928년 중앙연구원을 설립하여 동작빈 선생 주도하에 본격으로 발굴하고 조사하였다. 현재까지 십육만 편, 오천 자가 발견되어 그중에 천 자 정도가 완벽히 해독되었다. 세계 각국 박물관에 흩어져 보관되어 있다.
은허에서 출토된 거북이 배딱지와 짐승 견갑골에 새긴 상형문자로서 한자의 원형이다. 이것은 점치는 데에 사용했으므로 복사(卜辭)라고도 하는데 반경(盤庚)에서 주왕조까지 12 왕, 273년간에 제작되었다.
거북이 배딱지나 짐승 견갑골을 사용한 복점은 신석기시대에 행했지만, 여기에 문자를 새긴 것은 상(商)뿐이다. 현재 알려진 한자의 가장 오래된 형태로, 회화성 요소가 있으나 순수한 회화문자보다 진보했다. 지금까지 한 연구로써 밝혀진 내용은 제사·풍우·전렵(田獵)·농경·군사·사명(使命)·질병·복점 등이다.
발굴 이후 상의 제사·정치·사회·경제 등을 연구했고 전설로만 전해졌던 상이 중국에서 가장 오랜 왕조라는 사실을 규명했다.  

## 특징
- 좌우 방향 구분이 없다
- 여러 낱말이 한 자로 쓰인다
- 뜻이 비슷한 형체 부호가 통용된다
- 두세 자가 한 자로 모아 쓰이는 때가 있다

| |
| 90도로 회전시킨 갑골문: 대응하는 현재의 한자는 왼쪽부터 다음과 같다. - 중국어 정체자: 馬, 한자음: 말 마 - 중국어: 虎, 한자음: 범 호 - 중국어: 豕, 한자음: 돼지 시 - 중국어: 犬, 한자음: 개 견 - 중국어 정체자: 鼠, 한자음: 쥐 서 - 중국어 정체자: 象, 한자음: 코끼리 상 - 중국어: 豸, 한자음: 벌레 치 - 중국어 정체자: 龜, 한자음: 거북 귀 - 중국어: 爿, 한자음: 널조각 장 - 중국어 간체자: 為, 한자음: 위할 위 - 중국어: 疾, 한자음: 괴로울 질 |

## 다양한 갑골문
- 一
- 二
- 三
- 亖（四）
- 五
- 六
- 七
- 八
- 九
- 十
- 千
- 萬
- 日
- 月
- 光
- 昔
- 今
- 天
- 山
- 川
- 雨
- 水
- 冬
- 人
- 父
- 母
- 女
- 子
- 自
- 我
- 生
- 喪
- 面
- 視
- 立
- 舞
- 弓
- 犬
- 馬
- 鹿
- 牛
- 羊
- 魚
- 虫
- 高
- 大
- 小
- 食
- 豆
- 皿
- 至
- 止
- 在
- 又
- 不

## 같이 보기
- 주역
- 동작빈
- 미해독문자
- 중국의 신석기 시대 그림 문자